# Nyssia alpinaria
Nyssia alpinaria là một loài bướm đêm trong họ Geometridae.